# Кутайсова, Прасковья Петровна
Светлейшая княжна Прасковья Петровна Кутайсова (в девичестве Лопухина; ок. 1780 — 1870) —  фрейлина Русского императорского двора, кавалерственная дама ордена Святой Екатерины 2 степени, супруга графа Павла Ивановича Кутайсова.

## Биография
Прасковья Лопухина родилась в 1780/2 году. Дочь сенатора Петра Васильевича Лопухина (ставшего светлейшим князем) от первого его брака с Прасковьей Ивановной Левшиной. Рано лишившись матери, она была воспитана мачехой, Екатериной Николаевной, урождённой Шетневой, женщиной малообразованной и не высокой нравственности.
Будучи младшей сестрой княгини Анны Петровны Лопухиной-Гагариной, известной любимицы и фаворитки императора Павла I, П. П. Лопухина, в период особенно сильного влияния сестры при Дворе, снискала также расположение государя, который пожаловал её во фрейлины и выдал замуж за старшего сына своего любимца, графа Павла Ивановича Кутайсова. Свадьба состоялась при дворе 28 мая 1800 года (по старому стилю). Позднее графиня Кутайсова была кавалерственной дамой ордена Святой Екатерины 2-го класса. 
Прасковья Петровна Кутайсова-Лопухина скончалась в глубокой старости 25 апреля (7 мая) 1870 года и была похоронена на Тихвинском кладбище Александро-Невской лавры.